# Campeonato Europeo de Judo de 1977
El XXV Campeonato Europeo de Judo se celebró en dos sedes distintas: el campeonato masculino en Ludwigshafen (RFA) entre el 13 y el 15 de mayo y el femenino en Arlon (Bélgica) entre el 30 de septiembre y el 1 de octubre de 1977 bajo la organización de la Unión Europea de Judo (EJU).

## Medallistas

### Masculino
| Evento            | Oro                     | Plata                         | Bronce                                                     |
| ----------------- | ----------------------- | ----------------------------- | ---------------------------------------------------------- |
| –60 kg            | Yevgueni Pogorelov URSS | Guy Le Baupin Francia         | Arpad Szabo Rumania Reinhard Arndt RDA                     |
| –65 kg            | Yves Delvingt Francia   | Ferenc Szabó · Hungría        | Torsten Reißmann · RDA · Wolfgang Biedron · Suecia         |
| –71 kg            | Vladimir Nevzorov URSS  | Marian Talaj · Polonia        | Neil Adams Reino Unido Günter Krüger RDA                   |
| –78 kg            | Adam Adamczyk · Polonia | Harald Heinke RDA             | Fred Marhenke RFA Bernard Tchoullouyan Francia             |
| –86 kg            | Alexei Volosov URSS     | Jürg Röthlisberger · Suiza    | Zbigniew Bielawski · Polonia · Detlef Ultsch · RDA         |
| –95 kg            | Dietmar Lorenz RDA      | Robert Van de Walle · Bélgica | Arthur Schnabel RFA Paul Radburn Reino Unido               |
| +95 kg            | Jean-Luc Rougé Francia  | Dzhibilo Nizharadze URSS      | Peter Adelaar · Países Bajos · Wolfgang Zuckschwerdt · RDA |
| Categoría abierta | Angelo Parisi Francia   | Wolfgang Zuckschwerdt RDA     | Robert Van de Walle · Bélgica · Shota Chochishvili · URSS  |

### Femenino
| Evento            | Oro                      | Plata                            | Bronce                                                           |
| ----------------- | ------------------------ | -------------------------------- | ---------------------------------------------------------------- |
| –48 kg            | Eva Hillesheim RFA       | Annie Mazaud Francia             | Josefina Homminga · Países Bajos · Edith Bouthemy · Francia      |
| –52 kg            | Edith Hrovat · Austria   | Franka Luzzi · Italia            | Maria Vittoria Fontana · Italia · Jeannine Peeters · Bélgica     |
| –56 kg            | Sigrid Happ RFA          | Rebecca Ljungbergh · Suecia      | Jeanine Meulemans · Bélgica · Vera van der Meulen · Países Bajos |
| –61 kg            | Ingrid Berg RFA          | Carina Thomas · Países Bajos     | Martine Rottier Francia Andrea Hilger-Solbach RFA                |
| –66 kg            | Gabriele Czerwinski RFA  | Marie-France Mill · Bélgica      | Ute Drögekamp RFA Annie-Laure Suc Francia                        |
| –72 kg            | Cathérine Pierre Francia | Concepción Costa España          | Barbara Claßen RFA Andrea Gerber RFA                             |
| +72 kg            | Christiane Kieburg RFA   | Margit Schmutzer · Austria       | Muriel Samery · Francia · Pia Olsson · Suecia                    |
| Categoría abierta | Jocelyne Triadou Francia | Maria Theresia Schroth · Austria | Christiane Kieburg RFA Cathérine Pierre Francia                  |

## Medallero
| Núm. | País         | Oro | Plata | Bronce | Total |
| ---- | ------------ | --- | ----- | ------ | ----- |
| 1    | RFA          | 5   | 0     | 7      | 12    |
| 2    | Francia      | 4   | 2     | 6      | 12    |
| 3    | URSS         | 3   | 1     | 1      | 5     |
| 4    | Polonia      | 2   | 1     | 1      | 4     |
| 5    | RDA          | 1   | 2     | 5      | 8     |
| 6    | Austria      | 1   | 2     | 0      | 3     |
| 7    | Bélgica      | 0   | 2     | 3      | 5     |
| 8    | Países Bajos | 0   | 1     | 3      | 4     |
| 9    | Suecia       | 0   | 1     | 2      | 3     |
| 10   | Italia       | 0   | 1     | 1      | 2     |
| 11   | España       | 0   | 1     | 0      | 1     |
| 11   | Hungría      | 0   | 1     | 0      | 1     |
| 11   | Suiza        | 0   | 1     | 0      | 1     |
| 14   | Reino Unido  | 0   | 0     | 2      | 2     |
| 15   | Rumania      | 0   | 0     | 1      | 1     |
|      | TOTAL        | 16  | 16    | 32     | 64    |